# Cathédrale Saint-Joseph de Dar es Salam
Cette  cathédrale n’est pas la seule cathédrale Saint-Joseph.
La cathédrale Saint-Joseph est la cathédrale catholique de l'archidiocèse de Dar es Salam. Elle se trouve à Dar es Salam en Tanzanie et elle est dédiée à saint Joseph. Les messes sont célébrées en swahili et en anglais.

## Histoire
La cathédrale, de style néo-gothique, est édifiée par les bénédictins missionnaires de Sainte-Odile, à l'époque de l'Afrique orientale allemande. Elle est construite entre 1897 et 1902 et consacrée en 1905.
On trouve à l'intérieur des œuvres d'art intéressantes de l'époque coloniale, dont des vitraux remarquables derrière le maître-autel.